# Карвилл, Эдвард
Э́двард Пи́тер Ка́рвилл (англ. Edward Peter Carville; 14 мая 1885 — 27 июня 1956) — американский политик, сенатор США, 18-й губернатор Невады.

## Биография
Эдвард Карвилл родился в 1885 году в Маунд-Валли, округ Элко, Невада. В 1909 году он получил диплом юриста в университете Нотр-Дам, в том же году был принят в коллегию адвокатов и основал успешную юридическую практику в Элко. 29 августа 1910 года Карвилл женился на Ирме Мари Каллахэн. У них родилось три сына: Эдвард Деминг (1912—1951), Ричард Аллен (1915—1951), Роберт Томас (1927—1960), и дочь Дорис Элизабет (1922—1924).
В 1910—1911 годах Карвилл занимал должность заместителя окружного прокурора, в 1912—1918 годах был прокурором округа Элко, а в 1928—1934 годах — федеральным окружным судьёй Элко. В 1934—1938 годах Карвилл занимал должность федерального прокурора Невады.
В ноябре 1938 года Карвилл был избран губернатором Невады, а в 1942 году переизбран на второй срок. В 1940 и 1944 годах он был делегатом национального съезда партии.
24 июля 1945 года Карвилл был назначен в Сенат США, чтобы заполнить вакансию, вызванную смертью Джеймса Скрухэма, и служил в этой должности с 1945 по 1947 год. После неудачного выдвижения на второй срок в 1946 году, он возобновил свою юридическую практику в Рино.
Эдвард Карвилл умер 27 июня 1956 года, и был похоронен на кладбище Our Mother of Sorrows Cemetery в Рино, штат Невада.